# Nuevo Laredo
Nuevo Laredo là một đô thị thuộc bang Tamaulipas, México. Năm 2005, dân số của đô thị này là 355827 người.

## Khí hậu
| Dữ liệu khí hậu của Nuevo Laredo         | Dữ liệu khí hậu của Nuevo Laredo | Dữ liệu khí hậu của Nuevo Laredo | Dữ liệu khí hậu của Nuevo Laredo | Dữ liệu khí hậu của Nuevo Laredo | Dữ liệu khí hậu của Nuevo Laredo | Dữ liệu khí hậu của Nuevo Laredo | Dữ liệu khí hậu của Nuevo Laredo | Dữ liệu khí hậu của Nuevo Laredo | Dữ liệu khí hậu của Nuevo Laredo | Dữ liệu khí hậu của Nuevo Laredo | Dữ liệu khí hậu của Nuevo Laredo | Dữ liệu khí hậu của Nuevo Laredo | Dữ liệu khí hậu của Nuevo Laredo |
| Tháng                                    | 1                                | 2                                | 3                                | 4                                | 5                                | 6                                | 7                                | 8                                | 9                                | 10                               | 11                               | 12                               | Năm                              |
| ---------------------------------------- | -------------------------------- | -------------------------------- | -------------------------------- | -------------------------------- | -------------------------------- | -------------------------------- | -------------------------------- | -------------------------------- | -------------------------------- | -------------------------------- | -------------------------------- | -------------------------------- | -------------------------------- |
| Cao kỉ lục °C (°F)                       | 38.5 (101.3)                     | 36.0 (96.8)                      | 40.0 (104.0)                     | 44.0 (111.2)                     | 42.0 (107.6)                     | 49.0 (120.2)                     | 43.3 (109.9)                     | 42.0 (107.6)                     | 42.2 (108.0)                     | 39.0 (102.2)                     | 34.0 (93.2)                      | 32.0 (89.6)                      | 49.0 (120.2)                     |
| Trung bình ngày tối đa °C (°F)           | 17.9 (64.2)                      | 21.1 (70.0)                      | 26.4 (79.5)                      | 30.5 (86.9)                      | 32.8 (91.0)                      | 35.6 (96.1)                      | 36.8 (98.2)                      | 36.7 (98.1)                      | 33.3 (91.9)                      | 28.8 (83.8)                      | 23.5 (74.3)                      | 19.0 (66.2)                      | 28.5 (83.3)                      |
| Trung bình ngày °C (°F)                  | 12.2 (54.0)                      | 14.9 (58.8)                      | 19.9 (67.8)                      | 24.5 (76.1)                      | 27.1 (80.8)                      | 29.9 (85.8)                      | 30.9 (87.6)                      | 30.8 (87.4)                      | 28.2 (82.8)                      | 23.6 (74.5)                      | 18.2 (64.8)                      | 13.7 (56.7)                      | 22.8 (73.0)                      |
| Tối thiểu trung bình ngày °C (°F)        | 6.4 (43.5)                       | 8.8 (47.8)                       | 13.5 (56.3)                      | 18.4 (65.1)                      | 21.5 (70.7)                      | 24.2 (75.6)                      | 25.1 (77.2)                      | 25.0 (77.0)                      | 23.1 (73.6)                      | 18.3 (64.9)                      | 12.9 (55.2)                      | 8.3 (46.9)                       | 17.1 (62.8)                      |
| Thấp kỉ lục °C (°F)                      | −7.9 (17.8)                      | −6.5 (20.3)                      | −2.0 (28.4)                      | 2.5 (36.5)                       | 10.0 (50.0)                      | 16.5 (61.7)                      | 15.0 (59.0)                      | 18.5 (65.3)                      | 11.3 (52.3)                      | 5.0 (41.0)                       | −1.0 (30.2)                      | −10.0 (14.0)                     | −10.0 (14.0)                     |
| Lượng Giáng thủy trung bình mm (inches)  | 20.1 (0.79)                      | 27.2 (1.07)                      | 16.1 (0.63)                      | 46.9 (1.85)                      | 69.8 (2.75)                      | 67.6 (2.66)                      | 33.0 (1.30)                      | 55.0 (2.17)                      | 78.4 (3.09)                      | 69.4 (2.73)                      | 25.5 (1.00)                      | 18.9 (0.74)                      | 527.9 (20.78)                    |
| Số ngày giáng thủy trung bình (≥ 0.1 mm) | 4.7                              | 4.2                              | 2.5                              | 3.3                              | 4.5                              | 3.7                              | 3.0                              | 3.6                              | 5.5                              | 3.6                              | 3.1                              | 3.7                              | 45.4                             |
| Nguồn: Servicio Meteorológico Nacional   |                                  |                                  |                                  |                                  |                                  |                                  |                                  |                                  |                                  |                                  |                                  |                                  |                                  |

## Bạo lực và các băng đảng ma túy
Là một thị trấn tại biên giới Hoa Kỳ-Mexico, Nuevo Laredo được biết đến với cuộc chiến giành địa bàn trong đó các băng đảng ma túy cạnh tranh để giành quyền kiểm soát hoạt động buôn bán ma túy vào Hoa Kỳ. Nuevo Laredo là một hành lang ma túy béo bở. Một số lượng lớn xe tải đi qua khu vực này. Có nhiều cảng nhập cảnh có thể khai thác.
Los Zetas
Lịch sử
Los Zetas, được thành lập vào năm 1997, với tư cách là một nhánh vũ trang đầy bạo lực của Cartel Vùng Vịnh (Cartel del Golfo hay Gulf Cartel). Thông qua sự bạo lực khủng khiếp và các chiến thuật giống như quân đội chống lại Sinaloa Cartel, Los Zetas cũng gieo rắc nỗi kinh hoàng cho các nhà báo và thường dân của Nuevo Laredo. Điều này đã tạo ra một tiền lệ mới mà các băng đảng sau này đã bắt chước.
Los Zetas và Gulf Cartel tách ra vào đầu năm 2010 và chiến đấu với nhau để giành quyền kiểm soát các tuyến đường buôn lậu đến Hoa Kỳ. Tính đến năm 2012, Los Zetas được cho là tổ chức tội phạm lớn nhất Mexico. Năm 2012 đã chứng kiến một loạt các vụ tấn công giết người hàng loạt chưa từng có trong thành phố giữa Sinaloa Cartel và Gulf Cartel ở một bên và Los Zetas ở bên kia.
Los Zetas đã mở rộng nhanh chóng các hoạt động tội phạm của mình. Có trụ sở tại Nuevo Laredo, chúng đã mở rộng ra 17 tiểu bang của Mexico. Chúng đã gây ra nhiều vụ thảm sát đáng chú ý trên nhiều tiểu bang này. Việc phân bổ nguồn lực cũng như việc bắt giữ và giết chết các thủ lĩnh chính của chúng đã góp phần vào sự suy tàn của Los Zetas.
Hiện nay, Los Zetas đã không còn tồn tại dưới cái tên và cấu trúc này, mà thay vào đó là các băng đảng nhỏ lẻ hơn, nổi bật nhất là Cartel Đông Bắc (Cartel del Noreste, hay còn được biết đến là CDN).
Cartel del Noreste
Được biết đến với tên viết tắt là CDN, họ đã giành được quyền lực nhờ nguồn gốc lịch sử sâu xa của mình tại Nuevo Laredo. CDN đã đánh đuổi được các băng đảng đối thủ là Zetas Vieja Escuela và Gulf Cartel, và giành quyền kiểm soát Nuevo Laredo. CDN cũng duy trì quyền kiểm soát Nuevo Laredo vì những nhà lãnh đạo cấp cao của họ là thành viên của gia đình Treviño, những người dân địa phương.
Bắt giữ các lãnh đạo cấp cao
Juan Francisco Treviño Chávez, biệt danh "El Kiko" đã nắm quyền lãnh đạo CDN. Sau khi bị bắt vào năm 2016, Juan Gerardo Treviño Chávez, biệt danh "El Huevo" đã nắm quyền kiểm soát CDN.
Tháng 8 năm 2021, Fernando de Jesús Rodríguez Adame, bí danh "El Werko", được xác định là thủ lĩnh của nhóm vũ trang "Tropa del Infierno" (Binh đoàn Địa ngục), đã bị bắt trong một chiến dịch quân sự ở Nuevo Laredo. Vài giờ sau khi vụ bắt giữ được biết đến, người dân thành phố đã đăng bài về các cuộc phong tỏa và các vụ xả súng trên các đại lộ chính lên mạng xã hội. Các cuộc xả súng và phong tỏa được cho là do người anh em của El Werko là Alberto Rodríguez, bí danh "El Mallito", cầm đầu.
Vào tháng 3 năm 2022, Quân đội Mexico đã bắt giữ "El Huevo", gây ra một vụ bùng phát bạo lực cực đoan được đánh dấu bằng những cuộc đấu súng kéo dài nhiều giờ, xe cộ bị đốt cháy và nổ súng tại Lãnh sự quán Hoa Kỳ ở Nuevo Laredo.
Vào ngày 29 tháng 11 năm 2023, lãnh đạo cấp cao của CDN, Cesar Silva Delgado "El Tartas" đã bị quân đội Mexico và Vệ binh Quốc gia Mexico bắt giữ tại Nuevo Laredo. Trong quá trình bắt giữ, chính quyền đã thu giữ một khẩu AK-47 mạ vàng, một khẩu súng lục, đạn dược và băng đạn cho các loại súng cỡ lớn. Chính quyền cũng đã thu giữ 2.500 viên thuốc fentanyl.
Tháng 9 năm 2024, Carlos Alberto Monsiváis Treviño, bí danh "Bola Treviño" và "Comandante Bola", ông được nhiều cuộc điều tra và báo chí xác định là một trong những nhà lãnh đạo chính của CDN, đã bị bắt tại Nuevo Laredo trong một chiến dịch chung của Quân đội Mexico và Vệ binh Quốc gia Mexico.
Vào tháng 2 năm 2025, một chiến dịch chung của Bộ Quốc phòng đã được thực hiện với sự hỗ trợ của Hải quân Mexico, Văn phòng Tổng chưởng lý, Lực lượng Vệ binh Quốc gia Mexico và Bộ An ninh và Bảo vệ Công dân, dẫn đến việc bắt giữ Ricardo González Sauceda, biệt danh 'El Ricky' hoặc 'Mando R', tại Nuevo Laredo, Tamaulipas. Các nhà chức trách cho biết vào ngày 17 tháng 8, González Sauceda đã tổ chức phối hợp tấn công Quân đội Mexico ở Nuevo Laredo, làm bị thương năm binh sĩ và giết chết hai người. "El Ricky" cũng bị cáo buộc giết chết sáu sĩ quan Lực lượng Dân sự Nuevo León.